# Cezareea Cappadociei
Cezareea Cappadociei (în latină Caesarea, în greacă Καισάρεια, romanizat Kaisareia), cunoscută și drept Mazaca (în greacă Μάζακα, romanizat Mazaka), a fost un oraș antic aflat în ceea ce este azi Kayseri, Republica Turcia. În timpul perioadei elenistice și a celei romane, Cezareea a fost un important stop pentru negustorii ce veneau în Europa dinspre Persia pe Drumul Mătăsii. Înainte de cucerirea romană a fost adesea contestată între regii Armeniei și Cappadociei. Ulterior, a devenit capitala provinciei romane Cappadocia.